# Stadio Olimpico (Torino)
Stadio Comunale di Torino (danes Stadio Grande Torino) je večnamenski stadion v Torinu, Italija. Zgrajen je bil leta 1933 za svetovno nogometno prvenstvo 1934 ter se je takrat imenoval Stadio Mussolini, po Benitu Mussolini. Po drugi svetovni vojni se je preimenoval v Stadio Comunale in je bil do leta 1990 središče nogometnega kluba Juventus in Torina Calcio. Po večletni zapuščini je bil prenovljen, ko je bil izbran za gostitev otvoritvene in zaključne slovesnosti zimskih olimpijskih iger 2006 ter se preimenoval v Stadio Olimpico. Ponovno se je preimenoval takoj po igrah, in sicer v Stadio Grande Torino. Ima 27.128 sedežev.